# Закохані володаря ночі
«Закохані володаря ночі» (ісп. Les amantes del señor de la noche) — мексиканський фільм жахів 1986 року, створений Іселою Вега за власним сценарієм, написаним у співавторстві з Уго Аргуельєсом.

## Сюжет
Дон Венустіано, вдівець, мешкає разом з юною донькою Венерою та покоївкою Ампаро. У містечку пліткують, що дон Венустіано винен у смерті своєї дружини (він дійсно застрелив її, прийнявши за її коханця чоловіка, який вночі вийшов від Ампаро). Венера закохується у Педро, але донья Селіна, мати хлопця, проти їхніх стосунків і збирається їх розлучити, відправивши сина до Сполучених Штатів. Венера впадає у відчай, і Ампаро радить їй звернутися до відьми Сауріни, яка практикує сатанізм. Сауріна обіцяє дівчині покровительство володаря ночі і проводить ритуал, після якого один за одним гинуть всі, хто стає на заваді коханню Венери і Педро. Налякана Венера намагається все зупинити, їй не вдається, і вона божеволіє…

## У ролях
| Актор                | Роль                 |
| -------------------- | -------------------- |
| Ісела Вега           | Ампаро               |
| Ірма Серрано         | Сауріна              |
| Елена де Аро         | Венера               |
| Еміліо Фернандес     | дон Венустіано       |
| Артуро Васкес        | Педро                |
| Лілія Прадо          | Селіна               |
| Андрес Гарсія        | коханець Ампаро      |
| Хоакін Гарсія Варгас | ліценціат Алькантара |
| Адела Нор'єга        | Марі-Лу              |
| Лупіта Перейра       | Лупіта               |